# 20. Armee (Rote Armee)
Die 20. Armee (russisch 20-я армия) war ein Großverband der Roten Armee im Zweiten Weltkrieg. Die erste Formation wurde im Juni 1941 bei der Westfront aufgestellt und im Kessel von Wjasma vernichtet. Die zweite Formation der Armee wurde während der Verteidigung von Moskau am 30. November 1941 aktiviert, kämpfte 1942 im Raum Rschew und wurde am 20. April 1944 wieder aufgelöst.

## Geschichte

### Erste Formation
Die 1. Formation der 20. Armee wurde kurz vor der deutschen Invasion in der Sowjetunion im Juni 1941 auf der Grundlage der Verwaltung des Militärbezirks von Orjol und mit Truppen des Moskauer Militärbezirks im Raum Kaluga aufgestellt. Am 26. Juni 1941 wurde diese Armee der Reservefront (Marschall S. M. Budjonny) mit folgender Gliederung überstellt:
- 61. Schützenkorps (Entladung vom 26. Juni bis 3. Juli im Raum Mogilew) mit 110. und 172. Schützendivision
- 69. Schützenkorps (Entladung im Raum Smolensk) mit 73., 229. und 233. Schützendivision

Kurzfristig zugeteilte Verbände:
- 20. Schützenkorps (Entladung vom 28. Juni bis 4. Juli im Raum Kritschew und Tschausy) mit 137., 144. und 160. Schützendivision
- 41. Schützenkorps (im Raum Dorogobusch) mit 118. und der 235. Schützendivision

Marschall Semjon K. Timoshenko, zum neuen Befehlshaber der Westfront ernannt, begann sofort zum Schutze Moskauers neue Verteidigungszonen zu organisieren. Die 19., 20., 21. und 22. Armee wurden am 1. und 2. Juli 1941 an die Westfront versetzt.
Armeegliederung am 6. Juli 1941
69. Schützenkorps (Generalmajor J. A. Mogiljewtschik)
- 73. Schützendivision (Oberst A. I. Akimow)
- 229. Schützendivision (Generalmajor M. I. Koslow)
- 233. Schützendivision (Oberst G. F. Kotow)

61. Schützenkorps (Generalmajor F. A. Bakunin, am 7. Juli wurde das 61. S.K. samt der Verteidigungsfront Mogilew an die 13. Armee überstellt)
- 110. Schützendivision (Oberst V. A. Chlebtzew)
- 144. Schützendivision (Generalmajor M. A. Pronin)
- 172. Schützendivision (Generalmajor M. T. Romanow)

7. mechanisiertes Korps (Generalmajor Wassili Iwanowitsch Winogradow)
- 14. Panzerdivision (Oberst Iwan Dmitrijewitsch Wassiljew)
- 18. Panzerdivision (Generalmajor Fjodor Timofejewitsch Remisow)

5. mechanisiertes Korps (Generalmajor Ilja Prokofjewitsch Alexsenko)
- 13. und 17. Panzerdivision

Dem Hauptquartier der Armee unterstellt:
- 18. Schützendivision (Oberst K. W. Swiridow)

Die deutsche Panzergruppe 3 näherte sich der Linie Drissa – Polotzk – Witebsk und die Panzergruppe 2 erreichte das Gebiet Orscha – Bychow. Das deutsche XXXIX. mot. Armeekorps griff Witebsk von Westen an und das XXXXVII. mot. Armeekorps versuchte über Orscha nach Smolensk durchzubrechen. Die 20. Armee trat im Raum nördlich Orscha in den Kampf gegen die deutschen Truppen ein. Es wurde beschlossen, die deutsche Panzergruppe 3 im Raum Lepel mit dem neu herangeführten 5. und 7. mechanisierten Korps aufzuhalten. Bis zum 6. Juli wurde die 20. Armee mit dem 5. mechanisierten Korps verstärkt und nahm mit der 19. Armee an der Gegenoffensive bei Lepel-Senno (6. bis 9. Juli) teil. Das 5. mechanisierte Korps (13. und 17. Panzerdivision) verfügte über 870 und das 7. mechanisierte Korps (14. und 18. Panzerdivision) über 571 Panzer. Die meisten Panzer waren aber von leichter Art und veralteten Typs. Der massive Einsatz von Schlachtflugzeugen durch die Deutschen brachte hohe Verluste und zwang die mechanisiertes Korps zum Rückzug. In den drei Schlachttagen bei Senno hatten die beiden mechanisierten Korps mehr als 800 Panzer verloren. Bis Mitte Juli konnten die sowjetischen Streitkräfte im Raum Orscha und Rudnja die deutschen Angriffskeile kurzweilig stoppen.
Am 20. Juli hielt das sowjetische Oberkommando während der heftigen Kämpfe um Smolensk fünf Einsatzgruppen unter dem Kommando der Generäle I. I. Maslennikow, W. A. Chomenko, S. A. Kalinin, K. J. Katschalow im Einsatz. Ihre Aufgabe bestand darin, die gegnerische Front bei Welisch, Iljino, Bely, Jarzewo und Roslawl anzugreifen. Zusammen mit der 16. und 20. Armee sollte der deutsche Vormarsch zwischen Duchowschtschina und Smolensk gestoppt und über Orscha zurückgeworfen werden. Doch Ende Juli waren drei sowjetische Armeen im Kessel von Smolensk umzingelt. Marschall Timoschenko befahl den Truppen der 16. und 20. Armee die Verteidigung von Smolensk auch am Ostufer des Dnjepr fortzusetzen, große Teile der 22. Armee gelang es aus der Umzingelung auszubrechen. Nachdem das Kommando der 19. Armee den Rückzugsbefehl mit großer Verzögerung erhalten hatte, verließ es am 21. Juli die Einkreisung im Bereich der Bahnstation Vadino, übergab seine unterstellten Truppen an die 16. Armee und verlegte zurück in die Region Medyn. Die eingekesselten Formationen der 20. und 16. Armee kämpften im Ring um Smolensk bis zum Untergang weiter. Die ausgebrochenen Formationen der 20. Armee führten südlich von Jarzewo heftige Verteidigungskämpfe um den bedrohten Raum von Dorogobusch zu deckten. Marschall Timoschenko befahl am 28. August nach dem vollständigen Aufmarsch der Reservearmeen und der Neuformation mehrerer Großverbände für 1. September die Rückeroberung von Smolensk. Die 20. Armee sollte Smolensk von Süden umfassen. Am 19. September erkannte die Luftaufklärung die Annäherung neuer deutscher Einheiten im Raum Duchowschtschina an der Naht der 16. und 19. Armee und zwischen Zadnja und Kardjmowo gegen den linken Flügel der 20. Armee.
Anfang Oktober nahm die 20. Armee (144., 73., 229., 153., 161. und 229. Schützendivision, 128. Panzerbrigade) an der Kesselschlacht von Wjasma teil. Der deutsche Hauptstoß richtete sich auf Wjasma, die 19., 16. und 20. Armee der Westfront waren wieder in Gefahr, eingekreist zu werden. Am 7. Oktober näherten sich die deutschen Panzerspitzen der Stadt Wjasma: jene des 56. motorisierte Armeekorps auf Schirkowski und des 46. und 40. mot. Korps auf Spas-Demensk. Infolgedessen wurden die Divisionen der sowjetischen 19. und 20. Armee sowie die Truppen der 24. und 32. Armee der Reservefront eingeschlossen Am 8. Oktober wurde ich von den eingekreisten Truppen angewiesen, ihren Ausbruch in Richtung Gschatsk zu vollziehen. Am 20. Oktober 1941 wurde das Oberkommando der 20. Armee aufgelöst und die Truppen an andere Armeeformationen aufgeteilt.

### Zweite Formation
Die 2. Formation der 20. Armee wurde nach der Richtlinie des Obersten Kommandos vom 29. November 1941 auf Grundlage des Kommandos der Einsatzgruppe des Obersten A. I. Lisjukow neu formiert. Als am 28. November die deutsche 7. Panzerdivision den Wolgakanal bei Jachroma durchbrach, gab die Stawka Richtlinie Nr. 3016 den Einsatz der 20. Armee für den Bereich Skopinowo vor. Generalmajor A. A. Wlassow wurde Oberbefehlshaber, als stellvertretender Befehlshaber wurde Lisjukow bestellt, als Stabschef der Armee fungierte Oberst L. M. Sandalow.
- Die Armee unterstand wieder der Westfront und umfasste die 331. und 352. Schützendivision, die 28., 35. und 64. Schützenbrigade, die 24. und 31. separate Panzerbrigade, das 134. und 135. Panzerbataillon, Artillerie- sowie andere Einheiten.

Der Leiter der politischen Abteilung konnte der Armee nach Gesprächen in Moskau neue Einheiten (17., 18., 84. Brigade, 23. und 24. Ski-Bataillon) als Verstärkung zuführen. Der Kommandostab der Armee zählte 3255 Offiziere, exklusive 38.239 Mannschaften, dazu kamen 296 schwere und 63 leichte Maschinengewehre, 672 Geschütze, 34 Haubitzen und 402 Mörser. Die Armee operierte im Raum Krasnaja Poljana, wo gegenüber das deutsche V. Armeekorps (35. und 106. Infanteriedivision) eingesetzt war. Generalmajor A. A. Wlassow traf die Entscheidung, den Gegner bei der Gegenoffensive bei Moskau mit seinem linken Flügel in Richtung Chimki – Krasnaja Poljana in Richtung auf Solnetschnogorsk anzugreifen. Am 5. Dezember konnte die 20. Armee die Einheiten der deutschen 4. Panzerarmee etwa 32 km vom Moskauer Kreml entfernt, zum Stehen bringen. In Nacht zum 8. Dezember kämpften die sowjetischen Einheiten bei Zaramuschki, am nächsten Morgen wurde Krasnaja Poljana befreit. Am 9. Dezember begannen sich die deutschen Truppen vor der benachbarten 16. Armee im Raum Istra in nordwestlicher und westlicher Richtung zurückzuziehen. Das Wasser des dortigen Stausee wurde abgelassen, das Eis sank mehrere Meter und war dann nahe der Westküste des Flusses mit einer 35 bis 40 cm dicken Eisschicht bedeckt. Die 20. Armee hatte mit dem linken Flügel in Richtung Chimki anzugreifen. Als Teil der Truppen des rechten Frontflügels der Westfront nahm die 20. Armee an der Klin-Solnetschnogorsker Operation (6. bis 25. Dezember 1941) teil, bei der im Zusammenwirken mit der 30. und 1. Stoßarmee die deutsche 3. und 4. Panzerarmee auf die Flüsse Lama und Rusa zurückgeworfen und eine Reihe von Siedlungen befreit wurden. Die 20. Armee wurde durch Transfer der 352. Schützendivision aus der Armeereserve und die Gruppe des Generals F. N. Remesow (am 9. Dezember 1941 aus Teilen der 16. Armee gebildet) verstärkt.
In Zusammenarbeit mit der 1. Stoßarmee und der 16. Armee wurde der deutsche Widerstand bei Kamenka, Peschki, Krasnaja Poljana gebrochen und am 20. Dezember Wolokolamsk befreit.
Im Verlauf der Wjasma-Rschewer Operation durchbrach die 20. Armee die deutsche Verteidigung am Fluss Lama und rückte bis Ende Januar 1942 in den Raum nordöstlich von Gschatzk vor.

### 1942
Anfang August 1942 unterstanden der 20. Armee die 82., 251., 312., 331., 354. und 415. Schützendivision, die 48. Ski-Brigade und die 20. Kavallerie-Division. Mit dieser Truppenmacht führte sie in der Rschew-Sytschowka-Operation zusammen mit der rechts benachbarten 31. Armee den Durchbruch bei Pogoreloje Gorodishche, welcher die Front des deutschen XXXXVI. Panzerkorps etwa auf die Linie Subzow-Karmanowo zurückdrängte. Die 20. Armee hatte die Aufgabe die Eisenbahnlinie Sytschewka-Osuga abzuschneiden und Sytschowka zu befreien. Die Einführung des 6. (Oberst Getman) und 8. Panzerkorps (Oberst Solomatin) am 7. August brachte nicht die gewünschten Fortschritte, erst am Folgetag gelang es Einheiten der 251., 331. und 354. Schützendivision den Fluss Wasusa zu überqueren.
In der Nacht zum 10. August kam Armeegeneral G. K. Schukow zur Ansicht, dass die Fortsetzung der Offensive auf Sytschowka nicht mehr zielführend sei und ließ den Angriff nach Südwesten auf Karamanowo weiterführen.
Vom 25. November bis 20. Dezember 1942 nahmen die Armeetruppen dann an der Operation Mars teil, wo die 20. Armee wieder auf Sytschowka vordringen sollte. In dieser Zeit waren der 20. Armee (insgesamt 114.000 Mann, 1310 Kanonen und Mörser, 151 Panzer) folgende Verbände zugeteilt:
- 8. Garde-Schützenkorps (26. Garde-Schützendivision, 148., 150. Schützendivision)
- 1. mot. Garde-Schützendivision, 8 Panzerbrigaden, 53 Artillerie-Regimenter
- 42. Garde-, 82., 247., 251., 312., 326., 331., 415. Schützendivision und die 48. Ski-Brigade

In der ersten Staffel wurden 4 Schützendivisionen und 5 Panzerbrigaden angesetzt, in der zweiten operierte das 8. Garde-Schützenkorps, als Reserve war die 1. Garde mot. Schützendivision bestimmt. Darüber hinaus war in der Armeezone geplant, die mechanisierten Kavallerie-Gruppe unter Generalmajor Wladimir Krjukow einzuführen. Diese umfasste das 2. Garde-Kavalleriekorps, die 1. Garde-mot. Schützenbrigade und das 6. Panzerkorps (mit 166 Panzer, davon 18 KW-1, 85 T-34, 30 T-70 und 33 T-60). Die Gruppe Krjukow sollte nach Nordosten stoßen, um die deutsche Verteidigung von Rschew in den Rücken zu fallen. Auch die rechtsseitigen Formationen der 20. Armee erzielten keine greifbaren Ergebnisse. Nur die Aktionen der 247. Schützendivision, die mit Unterstützung der 240. Panzerbrigade die in der Mitte des Armeestreifens angriff, erwies sich als erfolgreich. Sie überquerten das Eis des Flusses Wasusa und bildeten einen kleinen Brückenkopf am Westufer. In der Nacht des 26. November wurde die zweite Angriffsstaffel – das 8. Garde-Schützenkorps (Generalmajor F. D. Sacharow), die 1. mot. Garde Schützen Division und drei Panzerbrigaden eingeführt. Die deutschen Truppen schnitten das 2. Garde-Kavalleriekorps ab, das später auf den Sektor der 22. Armee zurückwich. Das Scheitern an der rechten Flanke der 20. Armee gefährdete jedoch den gesamten Operationsplan, da der dadurch eingetretene Zeitverlust, dem deutschen Kommando ermöglichte, Reserven aus der Tiefe heranzuziehen. Trotz dem Umstand, dass die 20. Armee ein 11 km breites und 6 km tiefes Gelände befreit hatte, erfüllte sie ihre Erwartungen nicht. Gleichzeitig beliefen sich die Verluste auf 57.524 Mannschaften, von denen 13.929 getötet wurden und 1.596 vermisst wurden. Allein das 2. Garde-Kavalleriekorps hatte Gesamtverluste von 6.617 Mann (getötet, verwundet und vermisst), das im Armeebereich operierende 5. Panzerkorps hatte fast die gesamte militärische Ausrüstung in nur drei Kampftagen eingebüßt.

### 1943 und 1944
Bis zum März 1943 verteidigte die 20. Armee in Zusammenarbeit mit anderen Truppen weiterhin die alte Frontlinie Rschew-Wjasma. Im März nahmen die Armeetruppen an der letzten Schlacht von Rschew teil. Bis Mitte Juli besetzte die 20. Armee, die jetzt in der zweiten Staffel der Front eingesetzt war, eine Verteidigungslinie westlich und südwestlich von Wjasma.
Am 23. Juli 1943 wurde die 20. Armee in der Reserve der Stawka zurückgezogen. Am 10. August wurde die Armee in die Kalinin-Front aufgenommen und am 1. September erneut in die Reserve zurückgezogen. Am 15. Oktober wurde die Armee der Baltischen Front (ab 20. Oktober 2. Baltische Front) überstellt und am 5. November abermalig in die Reserve des Obersten Kommandozentrums zurückgezogen. Am 10. April 1944 wurde die 20. Armee noch der Leningrader Front überstellt und auf der Grundlage der Anweisung des Obersten Kommandozentrums vom 18. April am 21. April 1944 aufgelöst. Die Kommandobehörde wurde zur Aufstellung der 3. Baltischen Front verwendet und ihre Truppen auf andere Armeen übertragen.

## Führung
Oberbefehlshaber
- Generalleutnant Fjodor Nikititsch Remesow (25. Juni 1941 – 5. Juli 1941)
- Generalleutnant Pawel Alexejewitsch Kurotschkin (5. Juli 1941 – 7. August 1941)
- Generalleutnant Michail Fjodorowitsch Lukin (8. August 1941 – 10. September 1941)
- Generalleutnant Filipp Afanasjewitsch Jerschakow (11. September 1941 – Mitte Oktober 1941)
- Generalmajor Andrei Andrejewitsch Wlassow (20. November 1941 – 8. März 1942)
- Generalleutnant Max Andrejewitsch Reiter (9. März – 29. September 1942)
- Generalleutnant Alexander Alexejewitsch Tjurin (29. September 1942 – 12. Oktober 1942)
- Generalmajor Nikolai Iwanowitsch Kirjuchin (12. Oktober – 4. Dezember 1942),
- Generalleutnant Michail Semjonowitsch Chosin (4. Dezember 1942 – 5. Januar 1943),
- Generalleutnant Nikolai Erastowitsch Bersarin (interim 5. Januar 1943 – 17. März 1943)
- Generalmajor Arkadi Nikolajewitsch Jermakow (17. März – 20. August 1943), Generalmajor
- Generalleutnant Nikolai Erastowitsch Bersarin (interim 21. August – 8. September 1943)
- Generalleutnant Alexei Iwanowitsch Zygin (8. – 25. September 1943)
- Generalleutnant Anton Iwanowitsch Lopatin (25. September – 30. Oktober 1943)
- Generalleutnant Nikolai Iwanowitsch Gusjew (1. November 1943 – 20. April 1944)

Stabschefs
- Generalmajor Andrei Dmitrijewitsch Kornejew (gefallen am 28. Juli 1941)
- Generalmajor Nikolai Wassiljewitsch Kornejew (Juli – Mitte Oktober 1941)
- Generalmajor/Generalleutnant Leonid Michailowitsch Sandalow (29. November 1941 – September 1942)
- Generalmajor/Generalleutnant Wladimir Romanowitsch Waschkewitsch (29. September 1942 – 20. April 1944)

Mitglieder des Kriegsrats
- Korpskommissar Fjodor Alexejewitsch Semenowski (gefallen am 24. Oktober 1941)
- Generalmajor Iwan Pawlowitsch Prochorow (Oktober/November 1941)
- Divisionskommissar Pjotr Nikolajewitsch Kulikow (November 1941 – Dezember 1942)
- Divisionskommissar Alexei Andrejewitsch Lobatschew (Dezember 1942 – April 1944)